# Сомова, Наталья Михайловна
Наталья Михайловна Сомова (10 ноября 1983, Краснодар) ― российская артистка балета. Народная артистка Российской Федерации (2024). Прима-балерина Московского академического музыкального театра им. К. С. Станиславского и Вл. И.Немировича-Данченко.

## Биография
Родилась 10 ноября 1983 года в Краснодаре в семье врачей. В 1999 году окончила Краснодарское хореографическое училище (класс В. П. Пака). В 1999—2001 годах была солисткой Краснодарского Государственного музыкального театра.
В 2002 году принята в труппу Московского академического музыкального театра им. К. С. Станиславского и Вл. И.Немировича-Данченко, занималась с педагогом-репетитором Маргаритой Дроздовой. Является прима-балериной театра, артисткой лирического амплуа, «главная Одетта театра». В 2013 году получила звание заслуженной артистки России.
Участвовала в гастролях Музыкального театра (Великобритания, Италия, США, Япония, Китай, Корея).
Состоит в фактическом браке с бывшим фигуристом Максимом Марининым, в семье двое детей.

## Репертуар
- Мари («Щелкунчик» Чайковского, хореография Юрия Посохова)
- Леди Капулетти («Ромео и Джульетта» на музыку Сергея Прокофьева, хореография Максима Севагина)
- «Блум» (на музыку Антонина Дворжака, хореография Максима Севагина)
- Балерина («Класс-концерт» музыка Д. Обера и Ж. Оффенбаха, хореография Максима Севагина)
- Жена («Нет никого справедливей смерти» хореография Максима Севагина на музыку Альберто Хинастеры)
- Гамзатти («Баядерка» Минкуса, хореография Наталии Макаровой по Мариусу Петипа)
- Никия («Баядерка» Минкуса, хореография Наталии Макаровой по Мариусу Петипа)
- Одетта / Одиллия («Лебединое озеро» Чайковского, хореография Владимира Бурмейстера)
- Маша («Щелкунчик» Чайковского, хореография Василия Вайнонена)
- Жизель («Жизель» Адана, хореография Жана Коралли, Жюля Перро и Мариуса Петипа в редакции Лорана Илера)
- Мирта («Жизель» Адана, хореография Жана Коралли, Жюля Перро и Мариуса Петипа в редакции Лорана Илера)
- Сванильда («Коппелия» Делиба, хореография Ролана Пети)
- Купава («Снегурочка» на музыку Чайковского, хореография Владимира Бурмейстера)
- Принцесса Стефания(«Майерлинг» Кеннета Макмиллана на музыку Листа)
- Мария Вечера («Майерлинг» Кеннета Макмиллана на музыку Листа)
- Манон («Манон» Кеннета Макмиллана на музыку Массне)
- Китри («Дон Кихот» Минкуса, хореография Алексея Чичинадзе)
- Китри («Дон Кихот» Минкуса, хореография Рудольфа Нуреева)
- Эсмеральда («Эсмеральда» Пуни — Глиэра — Василенко, хореография Владимира Бурмейстера)
- Флер-де-Лис («Эсмеральда» Пуни — Глиэра — Василенко, хореография Владимира Бурмейстера)
- Золушка («Золушка» Сергея Прокофьева, хореография Олега Виноградова)
- Фея («Золушка» Сергея Прокофьева, хореография Олега Виноградова)
- Катерина («Каменный цветок» Сергея Прокофьева, хореография Юрия Григоровича)
- Джульетта («Ромео и Джульетта» на музыку Сергея Прокофьева, хореография Владимира Васильева)
- Маргарита («Маргарита и Арман» Фредерика Аштона на музыку Листа)
- Актриса («Штраусиана» Владимира Бурмейстера на музыку Штрауса)
- Принцесса / Генриетта («Русалочка» Авербах, хореография Джона Ноймайера)
- Анна Каренина («Анна Каренина» на музыку Рахманинова, Цинцадзе, Барданашвили и Лютославского, хореография Кристиана Шпука)
- 24 ноября 2023 — Снежная королева, «Снежная королева» в постановке Максима Севагина (первая исполнительница партии)

Также исполняла сольные партии в балетах «Па-де-катр» Жюля Перро, «Затачивая до остроты» Йормы Эло, «За вас приемлю смерть» Начо Дуато, «Маленькая смерть» и «Восковые крылья» Иржи Килиана, «В ночи», «Другие танцы», «Концерт» Джерома Роббинса, «Сюита в белом» Сержа Лифаря, «Серенада» и «Кончерто барокко» Джорджа Баланчина, «Ореол» Пола Тейлора, «О сложная» Триши Браун, «Сохраняйте спокойствие» Владимира Варнавы.

## Награды
- 2006 — Молодежная премия «Триумф»
- 11 февраля 2013 — Заслуженная артистка Российской Федерации — за заслуги в области искусства[7]
- 2014 — Премия «Душа танца» в номинации «Звезда»[8]
- 3 апреля 2024 — Народная артистка Российской Федерации — за большие заслуги в развитии кинематографического, музыкального, театрального, хореографического и циркового искусства[9]